# Транспортен слой на OSI модела
Транспортният слой е четвъртият слой на OSI модела. Той поддържа обмена на подредена последователност от съобщения от край до край. Подобно на каналния слой той също трябва да осигури крайния интегритет на данните. За разлика от каналния слой обаче, това ниво може да осигури тази функция извън локалния LAN сегмент. Този слой може да открие грешки и автоматично да генерира заявка за пре-предаване.
Друга важна функция на транспортния слой е да пренареди пакетите, които са пристигнали в разбъркан ред. Това може да се случи по най-различни причини. Пакетите може да са поели по различни пътища в мрежата или някои да са били повредени при предаването. При всички случаи, транспортното ниво идентифицира подредбата на пакетите и трябва да възстанови оригиналната подредба преди да подаде съдържанието им към следващото сесийно ниво.